# Станіслав Шостецький
Станіслав Шостецький (пол. Stanisław Szostecki; нар. 15 січня 1968, Соколів-Малопольський, Ряшівський повіт, Підкарпатське воєводство — 3 листопада 2021, Фрайбург) — польський борець вільного стилю, срібний призер чемпіонату Європи, учасник Олімпійських ігор.

## Життєпис
Виступав за клуб «Сталь» Ряшів. Тренери: Войцех Малек (перший тренер), Ян Фаландіс, Євгеніуш Наймарк, Лешек Чіота. Чемпіон Польщі (1989, 1990, 1991, 1992), срібний призер (1986), бронзовий призер (1989).
Віце-чемпіон Європи 1991 (48 кг). Учасник чемпіонатів Європи: 1989 (6 місце), 1990 (6 місце), 1992 (4 місце). Учасник чемпіонату світу 1991 (13 місце).
На Олімпійських іграх 1992 року в Барселоні виступав у найлегшій вазі (до 48 кг) у групі В. У першому поєдинку переміг Фаріборца Бесараті (Швеція) за очками 7:2, у другому бою поступився за очками 0:9 Райнеру Хогабелю (Німеччина), у третій програв (туше) Вугару Оруджеву (СНД). З групи не вийшов, посівши в підсумку 11-те місце.
Помер 3 листопада 2021 року у Фрайбурзі.

## Спортивні результати на міжнародних змаганнях

### Виступи на Олімпіадах
| Змагання                    | Збірна | Вагова категорія          | Місце |
| --------------------------- | ------ | ------------------------- | ----- |
| Літні Олімпійські ігри 1992 | Польща | вільна боротьба, до 48 кг | 11    |

### Виступи на Чемпіонатах світу
| Змагання                        | Збірна | Вагова категорія          | Місце |
| ------------------------------- | ------ | ------------------------- | ----- |
| Чемпіонат світу з боротьби 1991 | Польща | вільна боротьба, до 48 кг | 13    |

### Виступи на Чемпіонатах Європи
| Змагання                         | Збірна | Вагова категорія          | Місце  |
| -------------------------------- | ------ | ------------------------- | ------ |
| Чемпіонат Європи з боротьби 1992 | Польща | вільна боротьба, до 48 кг | 4      |
| Чемпіонат Європи з боротьби 1991 | Польща | вільна боротьба, до 48 кг | Срібло |
| Чемпіонат Європи з боротьби 1990 | Польща | вільна боротьба, до 48 кг | 6      |
| Чемпіонат Європи з боротьби 1989 | Польща | вільна боротьба, до 48 кг | 6      |

### Виступи на інших змаганнях
| Змагання                           | Збірна | Вагова категорія          | Місце  |
| ---------------------------------- | ------ | ------------------------- | ------ |
| Гран-прі Німеччини з боротьби 1990 | Польща | вільна боротьба, до 48 кг | 4      |
| Гран-прі Німеччини з боротьби 1988 | Польща | вільна боротьба, до 48 кг | Срібло |

### Виступи на змаганнях молодших вікових груп
| Змагання                                      | Збірна | Вагова категорія          | Місце |
| --------------------------------------------- | ------ | ------------------------- | ----- |
| Чемпіонат Європи з боротьби серед молоді 1988 | Польща | вільна боротьба, до 48 кг | 4     |